# Lilium carniolicum
Lilium carniolicum là một loài thực vật có hoa trong họ Liliaceae. Loài này được Bernh. ex W.D.J.Koch miêu tả khoa học đầu tiên năm 1837.